# Pest of the West
«Pest of the West» (в русском дубляже «Спанч Боб: Деспот запада») — 96-й эпизод мультсериала «Губка Боб Квадратные Штаны», который был показан 11 апреля 2008 года в США на телеканале «Nickelodeon», а в России — 28 марта 2008 года (оригинал) и 9 сентября 2009 года (дубляж).

## Сюжет
В ресторане «Красти Краб» работа идёт своим чередом. Внезапно внутрь забегает Патрик и несколько раз кричит «Моллюски атакуют». Это пугает Губку Боба, но Патрик объясняет, что всего лишь играет в своего знаменитого предка, его пра-пра-пра-дядю по имени Патрик Ревер, который оповещал жителей Бикини Боттом о нападении моллюсков (однако, его лишь посчитали сумасшедшим). Тут же к их разговору подключается мистер Крабс, который рассказывает про своего прапрадедушку, который изобрёл кошелёк-ловушку, который причиняет боль пальцам любого, кто прикасается к заминированной долларовой купюре. В этот момент Бобу становится интересно, есть ли у него в роду прославившееся люди. После работы он идёт по дороге и видит чей-то памятник, покрытый слоем медуз. Он встречает Сэнди, которая рассказывает, что у неё есть родственница по имени Рози Чикс, которая была первой белкой, обнаружившей нефть в Техасе. Чувствуя жалость к Губке Бобу, они вместе они идут в городскую библиотеку. Сэнди находит в книге семейных древ Бикини Боттом историю про пра-пра-пра-пра-пра-пра-прадеда Боба, Спанч Бака, и начинает читать…
Много лет назад на Диком Западе преступник Дэд Ай Планктон терроризировал Бикини Боттом (который в те времена назывался Дэд Ай Галч в честь злодея), и однажды в город приехал незнакомец по имени Спанч Бак. Он хотел устроиться шеф-поваром в салун «Красти Кантина», но его назначили шерифом, чтобы он разобрался с Дэд Ай Планктоном. Пекос Патрик, предок Патрика, с посетителями бара стали петь песню про злодея, и вскоре он объявился за выручкой Уильяма Крабса. Спанч Бак возразил преступнику, когда тот забирал деньги, и тогда Планктон бросил вызов шерифу, назначив дуэль в полдень. Затем он прогнал Спанч Бака из салуна своей ковбойской плёткой в пустыню. Там шериф снова встречает Пекоса Патрика, который заводит с ним дружбу. Новый друг морально поддерживает его, и они возвращаются в город на дуэль. Тем временем, Дэд Ай Планктон забирает одежду у Крабса, Хопалонга Сквидварда и миссис Пафф, и злорадствует. По возвращении, Спанч Бак просит помощи у жителей города, но в итоге все прячутся, и шерифу предстоит сразиться с преступником самому. Наступает полдень и начинается дуэль — Спанч Бак и Дэд Ай Планктон идут друг другу навстречу, и шериф случайно наступает на мелкого злодея. Победа за ним, город освобождён. Теперь Крабс открывает очередной бизнес, где предоставляет возможность всем желающим наступить на Планктона за 1 доллар. За данный подвиг жители города возводят Спанч Баку золотой памятник, после чего, ему заменяют значок шерифа на значок шеф-повара, как он и хотел. Уильям Крабс, Хопалонг Сквидвард, Полен Пафф, Пекос Патрик и Спанч Бак делают совместную фотографию; Сэнди завершает рассказ.
Губка Боб гордится своим предком, но в то же время задаётся вопросом, где же тот памятник из чистого золота. По дороге из библиотеки, Губка Боб снова видит памятник, покрытый медузами, и ему приходит в голову мысль. Он очищает грязный слой, что поначалу вызывает отвращение у Сэнди, и оказывается, что это тот самый памятник его предка. После этого Губка Боб и Сэнди уходят, говоря, что тоже мечтает войти в историю, как его родственник.
В эпилоге Спанч Бак и Пекос Патрик в салуне поют песню «Друзья-идиоты».

## Роли
- Том Кенни — Спанч Боб, Спанч Бак, череп № 2
- Билл Фагербакки — Патрик, Пекос Патрик
- Роджер Бампасс — Сквидвард, Хопалонг Сквидвард, череп № 1, фотограф
- Клэнси Браун — мистер Крабс, Уильям Крабс, посетитель салуна
- Мистер Лоуренс — Дэд Ай Планктон
- Кэролин Лоуренс — Сэнди
- Мэри Джо Кэтлетт — Полен Пафф
- Ди Брэдли Бейкер — житель, сын
- Винсент Уоллер — гробовщик, отец-фермер

### Роли дублировали
- Сергей Балабанов — Спанч Боб, Спанч Бак
- Юрий Маляров — Патрик, Пекос Патрик, череп № 1, посетитель салуна, фотограф
- Иван Агапов — Сквидвард, Хопалонг Сквидвард, житель, гробовщик
- Александр Хотченков — мистер Крабс, Уильям Крабс, череп № 2, отец-фермер
- Юрий Меншагин — Дэд Ай Планктон
- Лариса Некипелова — Сэнди, Полен Пафф, сын

## Отсылки
В эпизоде присутствовали отсылки на различные западные фильмы. Когда Спанч Бак и Дэд Ай Планктон проводили дуэль в полдень, были задействованы аспекты музыки из фильма «Однажды на Диком Западе».

## Производство
Сценарий спецвыпуска написали Люк Брукшир, Том Кинг, Стивен Бэнкс и Ричард Пурсель; Эндрю Овертум и Том Ясуми взяли роли анимационных режиссёров.
Это первый эпизод, в котором для рисования стали использовать графические планшеты Wacom вместо карандашей. Кенни Питтенгер, главный фоновый дизайнер мультсериала, сказал, что «единственная реальная разница между тем, как мы рисуем сейчас, и тем, как мы рисовали тогда, — это то, что мы отказались от карандаша и бумаги в пятом сезоне». Переход на Wacom Cintiqs позволяет дизайнерам и аниматорам рисовать на экране компьютера и сразу же вносить изменения или исправлять ошибки. «Это произошло, когда мы работали над „Деспотом запада“, одним из получасовых спецвыпусков, мы переключились… вы заметили?» — отметил Питтенгер.
Песню «Друзья-идиоты» из эпилога серии написали Так Такер, Том Кенни, который озвучивает Спанч Боба, и Энди Пейли. В 2009 году она была выпущена в альбоме под названием SpongeBob's Greatest Hits вместе с другими 16 треками из мультсериала.

## Прокат
В США первый показ эпизода состоялся 11 апреля 2008 года на телеканале «Nickelodeon». В России эпизод был показан 28 марта 2008 года с оригинальной английской озвучкой. 9 сентября 2009 года эпизод транслировался уже с русским дубляжом.
25 апреля 2008 года эпизод был выпущен на DVD в одноимённом сборнике, который также включал в себя другие эпизоды («Красти тарелка», «Патрик не платит», «Обитатели лета», «Спасите белку», «20,000 бургеров под водой», «Сражение в Бикини Боттом») и бонусные материалы (раскадровка и 4 короткометражки, связанные с «Pest of the West»). 18 ноября того же года он был выпущен на DVD-сборнике 5 сезона. 22 сентября 2009 года был выпущен сборник первых ста серий мультсериала, содержащий данный эпизод.
8 января 2013 года издательство Random House выпустило книгу от Nickelodeon, основанную на этом эпизоде и иллюстрированную Калебом Мойрером.

## Отзывы
Спецвыпуск посмотрело 6,1 миллиона человек.
В целом он получил позитивные отзывы критиков. Пол Мэвис из DVD Talk сказал, что эта серия «настоящее удовольствие для поклонников вестернов и спагетти-вестернов», поскольку «сценаристы хорошо используют проверенные временем клише жанра». Лесли Эшлиман из Yahoo! Voices похвалила элемент «возвращения в прошлое» в эпизоде и сравнила его с серией «Остолопы и драконы».